# Полемика
Полемика е аргументиране или спор, предявени срещу мнение, доктрина или лице. Думата произлиза от гръцки polemikos (πολεμικός), което означава „войнствен, враждебен“. Заедно с дебат, полемика е една от най-често срещаните форми на спора. Подобно на дебата, полемиката е ограничена от определена теза, която служи като предмет на спора. Въпреки това, за разлика от дебата, който цели обсъждането на разногласие, при полемика всяка страна държи на своята позиция и се стреми да обори другата. Полемизират се обикновено сериозни въпроси на религиозни, философски, политически или с научно значение теми.
Сродни думи: дебат, спор, диспут, прение, препирня, контроверсия.